# Guld i gröna skogar
Guld i gröna skogar är en svensk kortfilm från 1951 i regi av Hampe Faustman.

## Handling
Det är bränslebrist och veden som finns att köpa är dyr, men det finns skog som behöver gallras. Man visar i filmen att en överenskommelse mellan kommuner och skogsägare medför att folk kan få hugga sin egen ved.

## Om filmen
Filmen beställdes av Svenska Skogsvårdsföreningen och Statens bränslekommission i Stockholm och premiärvisades 1951. Inspelningen av filmen gjordes av Göran Strindberg. 

## Rollista
- Björn Berglund - Kalle
- Ivar Wahlgren - Kalles arbetskamrat
- Lisskulla Jobs - Kalles fru
- Nina Scenna - Kalles arbetskamrats fru